# Maruinae
Maruinae – podrodzina kosarzy z podrzędu Laniatores i rodziny Assamiidae licząca 8 opisanych gatunków. 

## Występowanie
Kosarze te występują w strefie tropikalnej w Afryce.

## Systematyka
Podrodzina zawiera 8 gatunków zgrupowanych w 7 rodzajach:
Rodzaj: Abanatus Roewer, 1950
- Abanatus beloti Roewer, 1950

Rodzaj: Celimba Roewer, 1940
- Celimba parvula Roewer, 1940

Rodzaj: Congonia Roewer, 1935
- Congonia spinifrons Roewer, 1935

Rodzaj: Katangania H. Kauri, 1985
- Katangania monticola H. Kauri, 1985

Rodzaj: Kituvia Kauri, 1985
- Kituvia spinifera H. Kauri, 1985

Rodzaj: Marua Roewer, 1935
- Marua schenkeli Roewer, 1935
- Marua spinosa Roewer, 1935

Rodzaj: Mwenga Kauri, 1985
- Mwenga setosa H. Kauri, 1985